# 沙雅县博物馆
沙雅县博物馆，位于中国新疆维吾尔自治区阿克苏地区沙雅县沙雅镇文化东路科技文化艺术中心，建成于2009年。2009年4月8日，沙雅县开始装修科技文化艺术中心一楼，投资85.78万元人民币，装修出建筑面积852平方米的博物馆。此前，200多件（组）文物的保存场所不利于参观，设施也相对落后。2009年10月19日，沙雅县博物馆正式开馆。
沙雅县博物馆馆藏200多件（组）文物，其中珍贵文物30余件。国家二级文物、1980年在沙雅县英买力镇小羊达克夏古城遗址出土的“薛行军监军”大陶缸是博物馆的镇馆之宝。博物馆有五个展厅：史前文化，两汉南北朝，隋唐五代，宋元明清，民族民俗、非物质文化遗产。